# Wartberg ob der Aist
Wartberg ob der Aist é um município da Áustria localizado no distrito de Freistadt, no estado de Alta Áustria.